# گلشن (خواننده)
گلشن بیرق‌دار (به ترکی استانبولی: Gülşen Bayraktar) (زادهٔ ۲۹ مه ۱۹۷۶ در استانبول)، یک خواننده سبک پاپ ترک است.